# Peter Raggl
Peter Raggl (* 1. Dezember 1968 in Schönwies in Tirol) ist ein österreichischer Politiker der Österreichischen Volkspartei (ÖVP). Von März 2018 bis Oktober 2022 war er vom Tiroler Landtag entsandtes Mitglied des Bundesrates. In der zweiten Jahreshälfte 2021 fungierte Raggl als Präsident des Bundesrats.

## Leben
Peter Raggl besuchte nach der Volksschule in Schönwies das Realgymnasium in Landeck, wo er 1987 maturierte. Anschließend begann er ein Studium der Rechtswissenschaften an der Universität Innsbruck, das er 1992 als Magister abschloss. 1995 promovierte er dort mit einer Dissertation über Ausgewählte Rechtsfragen bei der Genehmigung und beim Betrieb von alternativen Energieerzeugungsanlagen in der Form von Eigenanlagen.
Von 1994 bis 1999 war er als Rechtsberater beim Tiroler Bauernbund, anschließend Geschäftsführer der Bezirkslandwirtschaftskammer Imst. Seit 2006 ist er Direktor des Tiroler Bauernbundes.
Seit 1998 ist er Mitglied des Gemeinderates und Gemeindevorstandes der Gemeinde Schönwies. Nach der Landtagswahl in Tirol 2018 ist er seit 28. März 2018 vom Tiroler Landtag entsandtes Mitglied des Bundesrates, wo er dem Ausschuss für auswärtige Angelegenheiten, dem Ausschuss für Land-, Forst- und Wasserwirtschaft, dem Ausschuss für Verkehr, dem Justizausschuss sowie dem Umweltausschuss angehört und dem Gesundheitsausschuss angehörte. Mit 1. Jänner 2021 wurde er Vizepräsident des Bundesrates und mit 1. Juli 2021 dessen Präsident. Als Vizepräsidentin und als Präsidentin folgte ihm Christine Schwarz-Fuchs nach.
Nach der Landtagswahl 2022 schied er aus dem Bundesrat aus.